# Giovanni II di Blois-Châtillon
Giovanni di Blois-Châtillon in francese: Jean II de Blois-Châtillon (1340-1345 circa – Schoonhoven, giugno 1381) fu Conte di Blois di Dunois e di Soissons e Signore d'Avesnes, dal 1372 alla sua morte, e, per diritto di matrimonio, Duca di Gheldria (in contrapposizione al duca di Jülich, Guglielmo II), dal 1372 al 1379.

## Origine
Giovanni, secondo sia il Dictionnaire de la noblesse che la Histoire de la maison de Chastillon-sur-Marne, era il figlio secondogenito del Conte di Blois di Dunois e di Soissons e Signore d'Avesnes, di Chimay, di Guise, di Nouvion, Luigi I di Blois-Châtillon e di Giovanna di Beaumont, che, era l'unica figlia ed erede di Giovanni, conte di Beaumont (figlio del Conte di Hainaut e conte d'Olanda e di Zelanda, Giovanni I di Hainaut e della moglie Adelaide d'Olanda) e della contessa di Soissons, Marguerite di Nesle.
Luigi I di Blois-Châtillon, secondo sia il Dictionnaire de la noblesse che la Histoire de la maison de Chastillon-sur-Marne, era il figlio primogenito del Conte di Blois e di Dunois e Signore d'Avesnes, di Trélon, di Guise, Guido I di Blois-Châtillon e di Margherita di Valois, che, secondo il Chronicon Guillelmi de Nangiaco, era figlia del conte di Valois, Conte di Angiò e del Maine, conte d'Alençon e conte di Chartres, Carlo di Valois, e della prima moglie, la Contessa di Angiò e del Maine, Margherita (citata col nome della seconda moglie), figlia secondogenita (prima femmina) di Carlo II d'Angiò, detto lo Zoppo, principe di Salerno e futuro conte d'Angiò e del Maine, conte di Provenza e Forcalquier, re di Napoli e re titolare di Sicilia, principe di Taranto, re d'Albania, principe d'Acaia e re titolare di Gerusalemme, e di Maria d'Ungheria (1257 ca. – 25 marzo 1323).

## Biografia
Nel corso della Guerra dei cent'anni, suo padre, Luigi I fu al servizio dello zio, il re di Francia, Filippo VI di Valois e fu presente alla Battaglia di Crécy, dove i francesi subirono una dura sconfitta.

Luigi I, morì a Crécy, nel corso della battaglia, dove si batté con onore, fu inumato all'Abbaye de la Guiche, Coulanges (Loir-et-Cher).
Gli succedette il figlio primogenito, Luigi, come Luigi II, con la reggenza della madre, Giovanna di Beaumont.
Sua madre, verso il 1348, si sposò, in seconde nozze, col marchese di Namur, Guglielmo I, che divenne reggente della contea, assieme alla madre, Giovanna. Quando la madre morì, nel 1350, a causa della peste, la reggenza fu contesa tra lo zio paterno di Luigi e Giovanni, il duca di Bretagna, Carlo di Blois, ed il nonno materno, Giovanni, conte di Beaumont, che nel 1351, trovarono un accordo.
Suo fratello, Luigi, nel corso della Guerra dei cent'anni, sostenne il nuovo re di Francia, Giovanni II il Buono; quando, per poter far rilasciare dalla prigionia inglese il re Giovanni II, nel 1361, si dovettero inviare a Londra diversi nobili in ostaggio, Luigi inviò il suo fratello minore, Guido.
suo fratello, Luigi II, morì nel 1372 e fu sepolto nella chiesa di San Salvatore, nel castello di Blois, e, secondo l'accordo preso coi fratelli, se fosse morto senza eredi, Blois e Avesnes andarono al secondogenito, Giovanni, mentre le altre signorie andarono al terzogenito, Guido.
In quello stesso anno, Giovanni sposò la duchessa di Gheldria, Matilde, figlia del duca di Gheldria, Rinaldo II il Nero e della prima moglie, Sophia Berthout, e sorellastra del duchi, Rinaldo III ed Edoardo, morti nel 1371; ma il titolo di duchessa era stato contestato dalla sorella minore, Maria e dal marito, il duca di Jülich, Guglielmo II, a nome del loro figlio primogenito, Guglielmo, che aveva l'appoggio di una parte della popolazione; le due fazioni, degli Hekers, che sosteneva Matilde, e dei Bronchoerit, che sosteneva Maria si scontrarono in armi e la guerra durò circa otto anni, e la duchessa Maria con l'appoggio del Re di Boemia ed Imperatore del Sacro Romano Impero Carlo IV, ebbe la meglio, e, nel 1379, dopo un'ultima sconfitta, Giovanni e Matilde rinunciano definitivamente al ducato di Gheldria.

Giovanni morì nel castello di Schoonhoven, nel 1381, ed il suo corpo fu traslato a Valenciennes e inumato nella chiesa dei cappuccini di quella città.
Dato che Giovanni non aveva figli legittimi, tutti i suoi titoli e feudi furono ereditati dal fratello, Guido.

## Matrimonio e discendenza
La Chronica Comitum de Marka, Fortsetzung conferma il matrimonio di Giovanni con Matilde che, secondo il Kronijk van Arent toe Bocop era figlia del duca di Gheldria e Conte di Zutphen, Rinaldo II il Nero e della prima moglie, Sophia Berthout, signora di Mechelen.
Matilde aveva già avuto due mariti: il primo era stato Goffredo di Looz di Heinsberg († 1342), signore di Millen, ed il secondo, il conte di Kleve, Giovanni (1293-1368).
Giovanni da Matilde non ebbe alcuna discendenza.
Giovanni prima del matrimonio aveva avuto un'amante, Isabella di Zimperg, che secondo alcune testimonianze era considerata come una prima moglie e dalla quale ebbe due figli considerati illegittimi:
- Giovanni, bastardo di Blois, signore di Trélon
- Guido, bastardo di Blois, signore di Haften

### Fonti primarie
- (LA)  Monumenta Germaniae Historica, Scriptores Rerum Germanicarum, Nova Series, Tome VI.
- (LA)  Chronologia Johannes de Bek.
- (LA)  Recueil des historiens des Gaules et de la France. Tome 20.
- (LA)  Rerum Belgicarum Annales Chronici Et Historici.
- (NL)  Kronijk van Arent toe Bocop.

### Letteratura storiografica
- (FR)  Dictionnaire de la noblesse.
- (FR)  Histoire de la maison de Chastillon-sur-Marne.